# Tordenskjold & Kold
Tordenskjold & Kold  er en dansk spillefilm fra 2016 instrueret af Henrik Ruben Genz efter manuskript af Erlend Loe. Filmen handler om den dansk-norske søhelt Peter Wessel Tordenskiold, hvis liv er brat forandret efter afslutningen af svenskerkrigen. Han drager på turné med sin kammertjener Kold fra Christianshavn ned gennem Danmark og til en række byer i Nordtyskland. 

## Handling
Tordenskjold (Jakob Oftebro) er efter krigen mod Sverige blevet udnævnt til viceadmiral, men er yderst rastløs efter den hektiske periode med de succesfulde søslag. Han er en stor helt i Danmark og et trækplaster i selskabslivet. Hans kammertjener Kold (Martin Buch) fungerer i bedste moderne rockmusikerstil som heltens impresario og arrangerer hans besøg i passende selskaber. Kold forsøger også at arrangere et ægteskab med en rig engelsk adelskvinde for ham. For at møde hende tager han turen fra Christiania ned gennem Sønderjylland og til nogle af de store byer i det nordlige Tyskland, og i den forbindelse har den virile Tordenskjold en række affærer med villige kvinder. Men da han når til Hannover, narres han ud i en duel, tilsyneladende arrangeret af hævngerrige svenskere.

## Medvirkende
- Jakob Oftebro som Tordenskjold
- Martin Buch som kammertjener Kold
- Natalie Madueño som Leonora Ployart
- Kenneth M. Christensen som kaptajn Ployart
- David Dencik som doktor Mabuse
- Björn Kjellman som Axel Staël von Holstein
- Martin Greis som kong Frederik 4.